# Plataforma de Convergència Democràtica
Plataforma de Convergència Democràtica va ser un organisme de l'oposició al franquisme, creat el juny de 1975 al marge de la Junta Democràtica d'Espanya, amb la qual acabarà fusionant-se en la Coordinació Democràtica. Els partits més forts en la Plataforma eren el PSOE, el PNB, UDPV i la UGT, i més tard s'hi afegiren el Partit Gallec Social Demòcrata, MCE, Izquierda Democrática i Unión Social-Demócrata Española.
En 1976, com a resposta als projectes reformistes del Govern d'Adolfo Suárez, es crea la Plataforma d'Organismes Democràtics, que congrega pràcticament a tota l'oposició: Coordinació Democràtica, Assemblea de Catalunya i nombrosos partits autonomistes i nacionalistes.